# Charles-Hubert Gervais
Charles-Hubert Gervais (* 19. Februar 1671 in Paris; † 15. Januar 1744 ebenda) war ein französischer Kapellmeister und Komponist.
Er war der Sohn von Hubert Gervais, einem Kammerdiener des Herzogs von Orléans. Seine Ausbildung erhielt er von den Musikern der Hofkapelle des Herzogs. Er hatte das Glück, Freund und Musiklehrer des Sohns des Herzogs Philippe II. von Orléans zu sein, des späteren Regenten von Frankreich. So stieg er im Jahr 1722 zum Vizekapellmeister der „Chapelle Royale“ auf. Hier wirkte er bis zu seinem Ableben.

## Werke
Er schuf einige Kantaten und zahlreiche „Grands Motets“ und „Petits Motets“, den typischen Motetten im französischen Stil. Außerdem komponierte er einige Bühnenwerke und Arien.
- Méduse (Claude Boyer), Tragédie en musique Prolog in 5 Akten (1697 Paris, Oper)
- Penthée (Charles-Auguste de la Fare), Tragédie en musique Prolog 5 Akte (um 1703 in Paris, Palais Royal) (zusammen mit Philipp II. von Orleáns)
- Suite d'Armide ou Jérusalem délivrée (Hilaire-Bernard Baron de Longepierre), Tragédie en musique Prolog 5 in Akten (um 1704 in Fontainebleau) (zusammen mit Philipp II. von Orleáns)
- Hypermnestre (Joseph de La Font), Tragédie en musique Prolog in 5 Akten (1716 Paris, Oper)
- Les Amours de Protée (Joseph de La Font), Ballett Prolog 3 Akte (1720 Paris, Oper)